# Bassin de distribution des eaux de Carcassonne
Le bassin de distribution des eaux de Carcassonne est un ancien château d'eau situé à Carcassonne, en France

## Généralités
Le bâtiment est situé à l'intersection des rues de Verdun et des Etudes, à Carcassonne, dans le département de l'Aude, en région Occitanie, en France. Ce bassin était alimenté par des conduites acheminant l'eau d'une source distante de plusieurs kilomètres. Le bassin est construit sur un point élevé de la ville, permettant d'alimenter par gravité les secteurs de la « ville basse ».

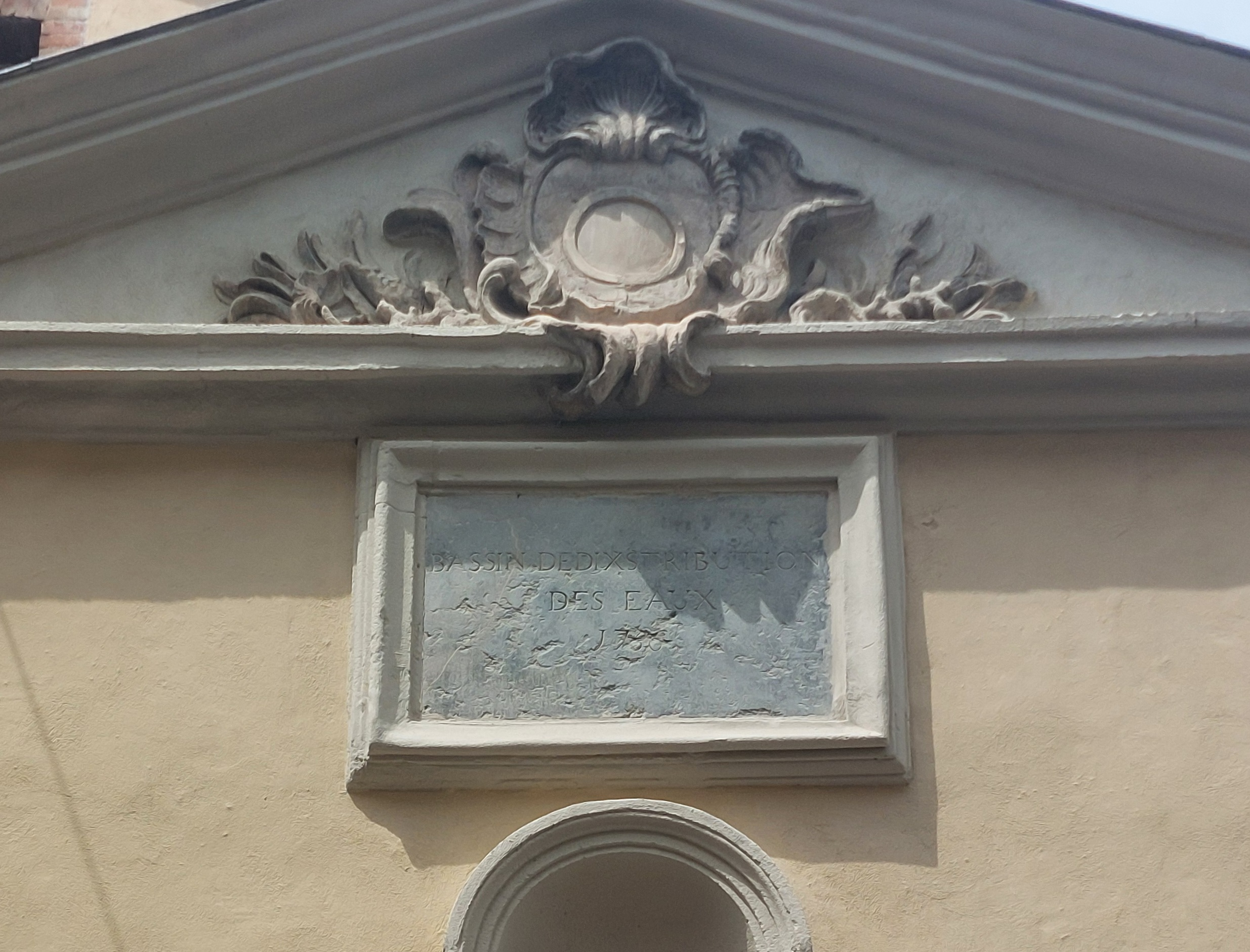
Frontispice du bassin de distribution des eaux.

## Historique
Le bâtiment est construit en 1756, sur un terrain qui avait été cédé par les Augustins. Au XIXe siècle, le bâtiment n'est plus utilisé et est transformé en maison particulière.
Le bassin de distribution des eaux est inscrit au titre des monuments historiques par arrêté du 29 mai 1947.

## Architecture
La façade présente un fronton triangulaire, dont l'intérieur est orné d'un cartouche ovale avec une coquille, entouré de rameaux de feuillage à droite et à gauche. Au dessous, un cadre rectangulaire en relief contient l'inscription gravée « Bassin de dixstribution des eaux 1756 »,. Encore en dessous de ce cadre, une niche à encadrement en plein cintre est également présente sur la façade et a pu accueillir une statue de la Vierge.